# Гатаг
Гатаг или другой вариант — Батаг — водный дух, отец Сырдона из нартского эпоса.

## Мифология
Гатаг, будучи владыкой вод, мог лишить нартов доступа к воде. Но он был благосклонен к нартам и вёл с ними дружбу. Он подарил им мельницы на своих реках. Нарты почитали Гатага  больше всех из водяных духов. Со временем они отдали предпочтение Донбеттыру.

## Гатаг и Дзерасса
«Дзерасса взяла два ведра и спустилась к речке. И тут, у самой воды, увидел её владыка рек Гатаг. Родился после этого сын у Дзерассы Сырдон, сыном Гатага назвали его».

Гатаг являлся олицетворением мужского начала, в качестве женского начала он использовал красавицу Дзерассу, которую шантажом принуждал к сожительству.